# Hertog van Southampton
Hertog van Southampton (Engels: Duke of Southampton) is een Engelse adellijke titel.
De titel hertog van Southampton werd gecreëerd in 1670 door Karel II voor Charles FitzRoy, zijn onwettige zoon bij Barbara Villiers, die tevens hertog van Cleveland was. Met het kinderloos overlijden van de 2e hertog in 1774 verviel de titel.

## Hertog van Southampton (1670)
- Charles FitzRoy, 1e hertog van Southampton (1670-1730)
- William FitzRoy, 2e hertog van Southampton (1730-1774)